# 红宝钟螺
红宝钟螺（学名：Antisolarium egenum），是原始腹足目钟螺科Antisolarium属的一种。主要分布于台湾，常栖息在浅海珊瑚礁、岩石底。